# Böllstein

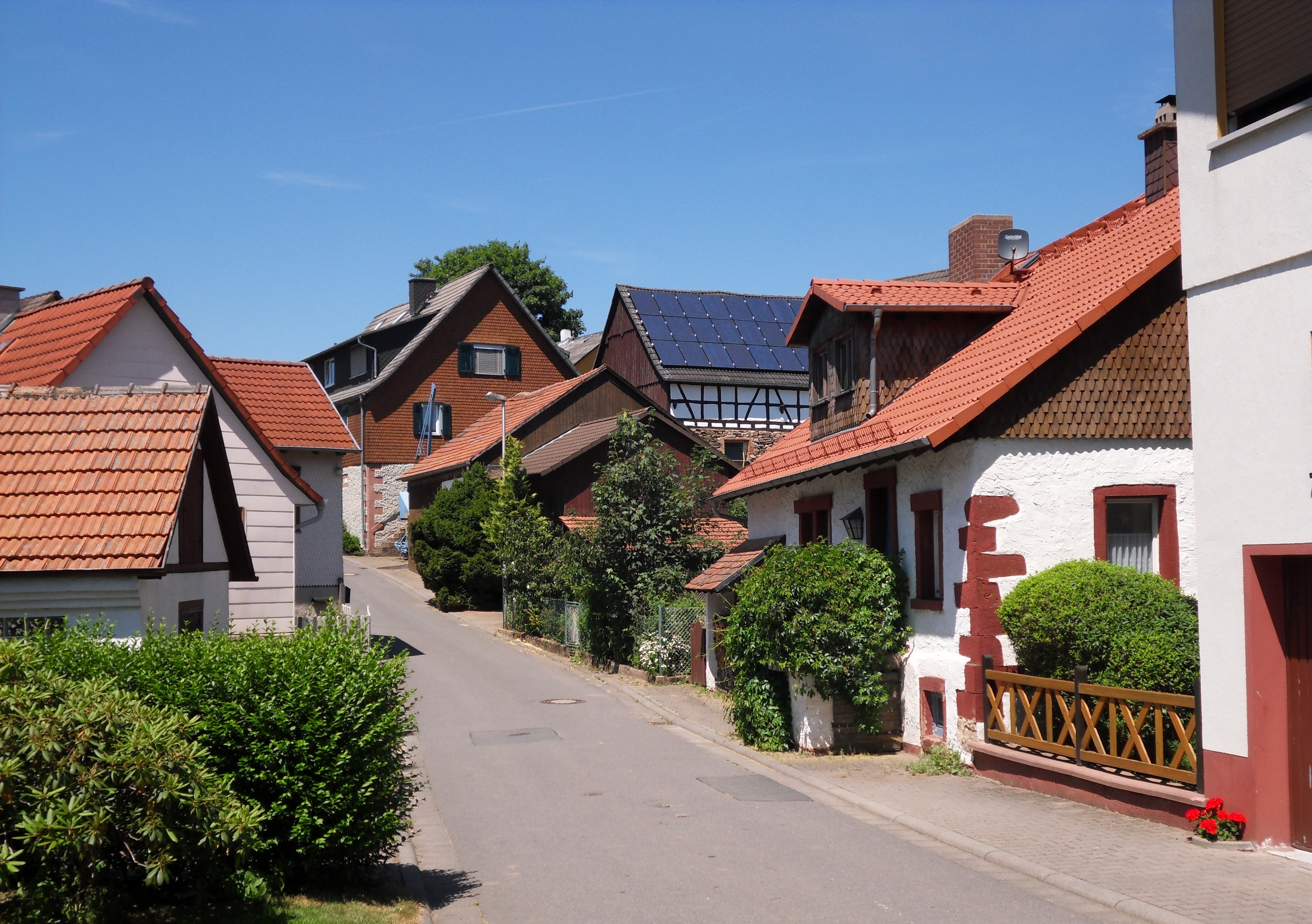
Blick in die Affhöllerbacher Straße

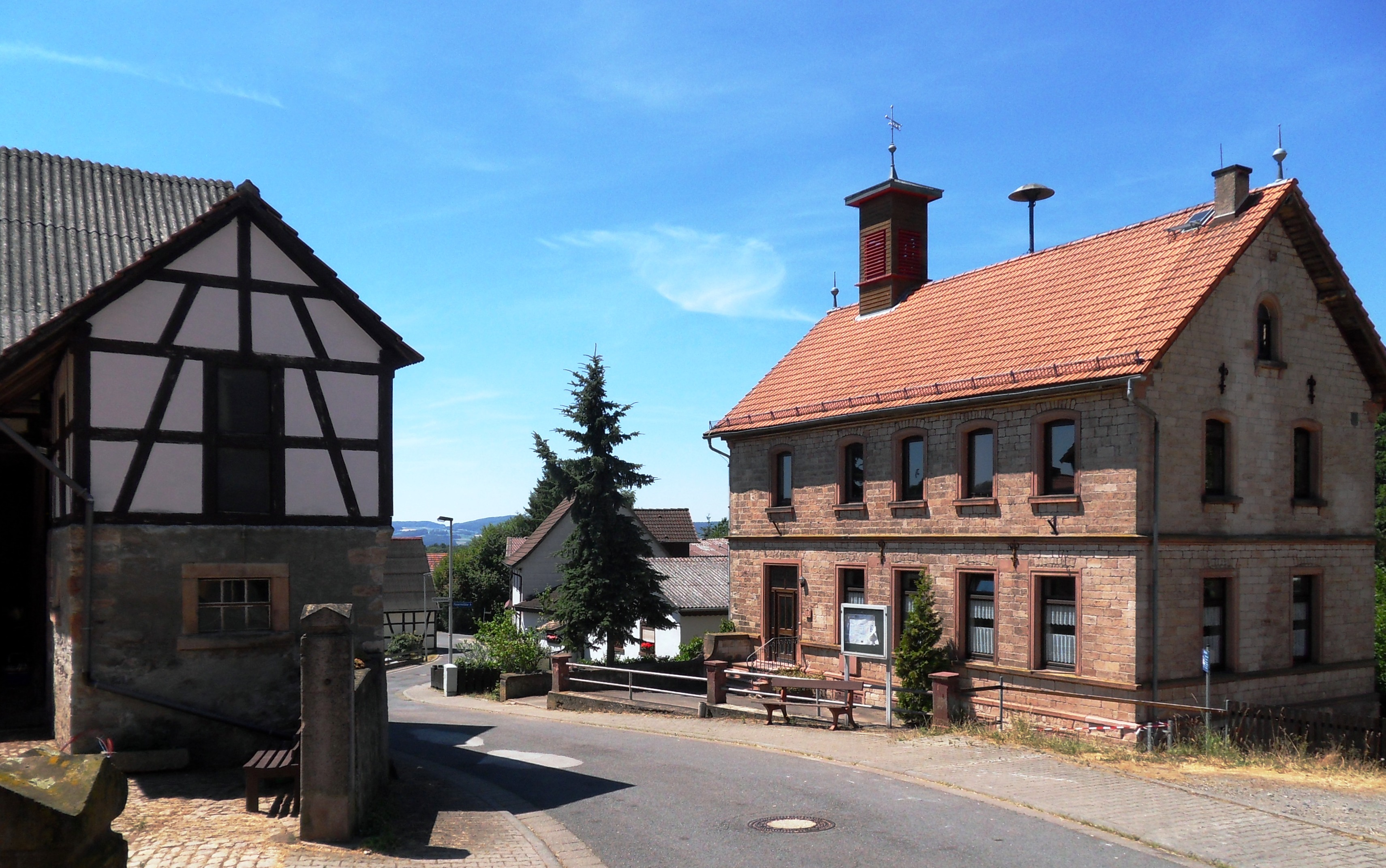
Alte Schule in der Kirchbrombacher Straße

Böllstein (odenwälderisch Bellschde) ist der westlichste Ortsteil der Gemeinde Brombachtal im südhessischen Odenwaldkreis.

## Geographische Lage
Böllstein ist mit 400 Meter der höchstgelegene Ortsteil von Brombachtal und liegt als einziger  westlich der Wasserscheide von Gersprenz und Mümling, und zwar im Quellgebiet des Affhöllerbachs. Auf der Wasserscheide am östlichen Ortsrand stellt die Böllsteiner Höhe mit 416 Meter die zweithöchste Erhebung im Böllsteiner Odenwald dar. Dieser wird als geologische Formation durch Granitverwitterungsböden geprägt und bildet auf einer Fläche von 44,99 km² als naturräumliche Untereinheit 145.9 den nordöstlichen Eckpfeiler des Vorderen Odenwaldes an der Grenze zum Reinheimer Hügelland im Norden und zum Sandstein-Odenwald im Osten und Süden. Bei klarer Sicht besteht ein guter Fernblick 64 Kilometer weit in nordwestliche Richtung über das Rhein-Main-Gebiet bis zum Großen Feldberg im Taunus.

## Geschichte

### Ortsgeschichte
Entlang der Wasserscheide östlich des Ortes verlief eine als Hohe Straße und Alte Erbacher Straße bezeichnete Altstraße. Das Bestehen des Ortes ist unter dem Namen Bylstein seit 1300 urkundlich bezeugt. Er gehörte zur Herrschaft Breuberg und kam mit ihr 1806 an das Großherzogtum Hessen.
Nach Auflösung der alten Amtsstruktur 1822 fiel der Ort in den Zuständigkeitsbereich des Landgerichts Höchst, nach der Reichsjustizreform von 1877 ab 1879 in den des Amtsgerichts Höchst im Odenwald.
Hessische Gebietsreform (1970–1977)
Am 1. Oktober 1971 fusionierte die Gemeinde Böllstein im Zuge der Gebietsreform in Hessen freiwillig mit vier Nachbargemeinden zur neuen Gemeinde Brombachtal.
Für den Ortsteile Böllstein wurde ein Ortsbezirk mit Ortsbeirat und Ortsvorsteher nach der Hessischen Gemeindeordnung gebildet.

### Bevölkerung
Einwohnerstruktur 2011
Nach den Erhebungen des Zensus 2011 lebten am Stichtag dem 9. Mai 2011 in Böllstein 339 Einwohner. Darunter waren 15 (4,4 %) Ausländer. Nach dem Lebensalter waren 60 Einwohner unter 18 Jahren, 129 waren zwischen 18 und 49, 84 zwischen 50 und 64 und 66 Einwohner waren älter. Die Einwohner lebten in 144 Haushalten. Davon waren 36 Singlehaushalte, 51 Paare ohne Kinder und 48 Paare mit Kindern, sowie 9 Alleinerziehende und 3 Wohngemeinschaften. In 24 Haushalten lebten ausschließlich Senioren und in 96 Haushaltungen leben keine Senioren.
Einwohnerentwicklung
- 1730: 7 wehrfähige Männer

| Böllstein: Einwohnerzahlen von 1829 bis 2020 | Böllstein: Einwohnerzahlen von 1829 bis 2020 | Böllstein: Einwohnerzahlen von 1829 bis 2020 | Böllstein: Einwohnerzahlen von 1829 bis 2020 | Böllstein: Einwohnerzahlen von 1829 bis 2020 |
| --- | -------------------------------------------- | -------------------------------------------- | -------------------------------------------- | -------------------------------------------- |
| Jahr |                                              |                                              |                                              | Einwohner                                    |
| 1829 | 1829                                         |                                              | 264                                          | 264                                          |
| 1834 | 1834                                         |                                              | 260                                          | 260                                          |
| 1840 | 1840                                         |                                              | 235                                          | 235                                          |
| 1846 | 1846                                         |                                              | 316                                          | 316                                          |
| 1852 | 1852                                         |                                              | 292                                          | 292                                          |
| 1858 | 1858                                         |                                              | 246                                          | 246                                          |
| 1864 | 1864                                         |                                              | 245                                          | 245                                          |
| 1871 | 1871                                         |                                              | 269                                          | 269                                          |
| 1875 | 1875                                         |                                              | 277                                          | 277                                          |
| 1885 | 1885                                         |                                              | 265                                          | 265                                          |
| 1895 | 1895                                         |                                              | 253                                          | 253                                          |
| 1905 | 1905                                         |                                              | 229                                          | 229                                          |
| 1910 | 1910                                         |                                              | 241                                          | 241                                          |
| 1925 | 1925                                         |                                              | 245                                          | 245                                          |
| 1939 | 1939                                         |                                              | 233                                          | 233                                          |
| 1946 | 1946                                         |                                              | 279                                          | 279                                          |
| 1950 | 1950                                         |                                              | 278                                          | 278                                          |
| 1956 | 1956                                         |                                              | 267                                          | 267                                          |
| 1961 | 1961                                         |                                              | 235                                          | 235                                          |
| 1967 | 1967                                         |                                              | 249                                          | 249                                          |
| 1970 | 1970                                         |                                              | 249                                          | 249                                          |
| 1980 | 1980                                         |                                              | ?                                            | ?                                            |
| 1990 | 1990                                         |                                              | ?                                            | ?                                            |
| 2000 | 2000                                         |                                              | ?                                            | ?                                            |
| 2011 | 2011                                         |                                              | 231                                          | 231                                          |
| 2020 | 2020                                         |                                              | 349                                          | 349                                          |
| Datenquelle: Historisches Gemeindeverzeichnis für Hessen: Die Bevölkerung der Gemeinden 1834 bis 1967. Wiesbaden: Hessisches Statistisches Landesamt, 1968. Weitere Quellen: LAGIS; Zensus 2011 |                                              |                                              |                                              |                                              |

Historische Religionszugehörigkeit
Im Jahre 1961 wurden 212 evangelische  (90,21 %) und 23 katholische (9,76 %) Christen gezählt.

## Kultur und Sehenswürdigkeiten

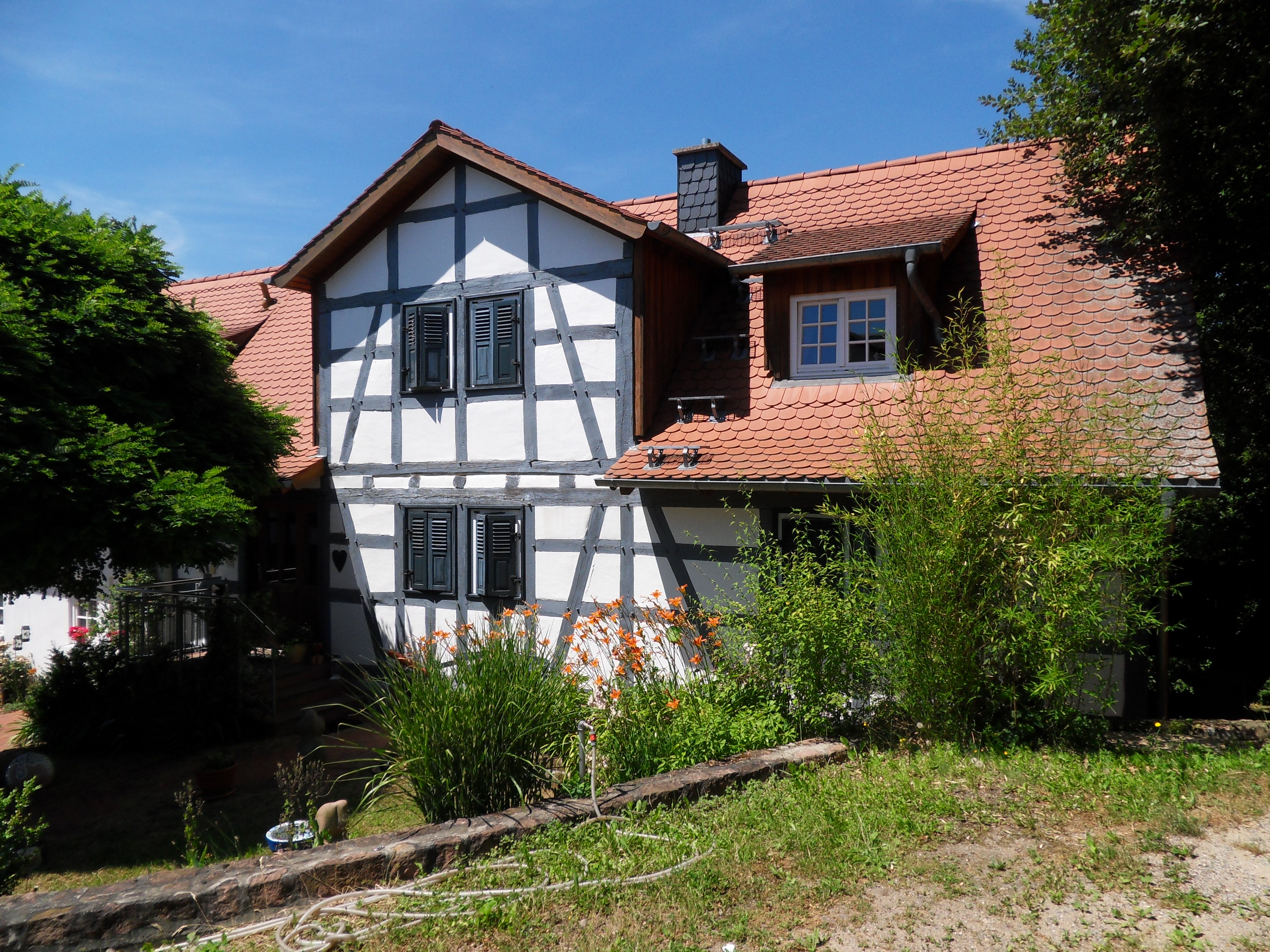
Denkmalgeschütztes so genanntes Einhaus in der Kirchbrombacher Straße

Ein um 1800 erbautes eingeschossiges, traufständiges Fachwerkhaus von dem in dieser Gegend höchst seltenen Typ des Einhauses steht unter Denkmalschutz. Der Wohnteil wurde auf einem Sandsteinsockel mit Freitreppe in schlichtem konstruktivem Fachwerk errichtet. Etwa Mitte des 19. Jahrhunderts wurde es um ein Zwerchhaus erweitert.

### Naturdenkmale
Mehrere markante Granit-Gneis-Felsgruppen auf der Böllsteiner Höhe, die teilweise direkt an die Bebauung im oberen Teil des Ortes grenzen, sind als geologische Naturdenkmale geschützt.

### Veranstaltungen
Am vorletzten Wochenende im September ist Kirchweih.

## Verkehr
Den Ostrand der Ortslage Böllstein berührt die Kreisstraße K 88,  die von Kirchbrombach, dem Kernort von Brombachtal kommend, nach dem nordwestlich liegenden Brensbach führt. Dort besteht Anschluss an die Bundesstraße 38. Nach Süden gibt es über die von der K 88 abzweigende K 211 an der Spreng eine Verbindung zu der nahegelegenen Bundesstraße 47, der Nibelungenstraße.